# Fédération de Saint-Marin de basket-ball
La Fédération de Saint-Marin de basket-ball, (Federazione Sammarinese Pallacanestro) est une association, fondée en 1968, chargée d'organiser, de diriger et de développer le basket-ball à Saint-Marin.
La FSP représente le basket-ball auprès des pouvoirs publics ainsi qu'auprès des organismes sportifs nationaux et internationaux et, à ce titre, Saint-Marin dans les compétitions internationales. Elle défend également les intérêts moraux et matériels du basket-ball saint-marinais. Elle est affiliée à la FIBA depuis 1968, ainsi qu'à la FIBA Europe.
La FSP organise également le championnat national.